# Alsodes neuquensis
Alsodes neuquensis es una especie de anfibio anuro del género Alsodes de la familia Alsodidae que habita en el sudoeste de la Argentina.

## Taxonomía
Este taxón fue descrito originalmente en el año 1976 por el herpetólogo ítalo-argentino José Miguel Alfredo María Cei. Lo hizo subordinándolo como una subespecie de la especie Alsodes gargola.
Holotipo
El holotipo por designación original es el codificado como: IBAUNC 1963/1.
Localidad tipo
La localidad tipo asignada es: "mesetas volcánicas de Lonco Luán, 1500 m al oeste de Zapala, Neuquén (Patagonia Norte argentina).
Elevación a especie plena
Durante 37 años el taxón fue considerado solo una subespecie, hasta que en el año 2013 un equipo de zoólogos compuesto por Boris L. Blotto, José J. Nuñez, Néstor G. Basso, Carmen A. Úbeda, Ward C. Wheeler y Julián Faivovich, sobre la base de un análisis genético del género, lo elevó a especie plena.

## Distribución geográfica
La especie es endémica de la pampa de Lonco Luán, una meseta en la parte central de la provincia del Neuquén, al noroeste de la Patagonia argentina. Una etiqueta asignada a “Chile” sería errónea.